# 이아드랑 전투
이아 드랑 계곡 전투(베트남어: Trận Ia Đrăng, 1965년 11월 14일 ~ 18일)는 베트남 전쟁 중에 캄보디아 국경 근처의 베트남 중부 고원 지방 이아 드랑 계곡에서 미군과 북베트남군과 사이에서 벌어진 전투이다.

## 개요
1965년 11월 14일, 전날에 미군 기지를 습격한 북베트남군을 추격하기 위해 미군은 캄보디아 국경 근처의 이아 드랑 계곡 계곡에 제7항공 기병 연대 중 1개 대대 약 450명을 공중강습으로 파견했다.
이날 10:48 첫 번째 부대가 현지에 도착하여, 헬기 착륙 지점(X- 레이)을 확보했지만, 기다리고 있던 4000여 명의 북베트남군에 의해 즉시 사방으로 포위당했다. 그렇게 전투가 시작되자마자, 병력, 지리 등 모두 절망적인 상황에 빠지고 만다. 그러나 공군 포병 그리고 UH-1의 건쉽에 의한 농밀한 지원 공격으로 포위되고도 괴멸을 면하고 X- 레이를 방어하고 증원과 보급로를 확보하는 데 성공한다.
북베트남군은 미군의 대포 폭격으로 큰 희생을 내면서도 밤낮을 가리지 않고 공격을 계속하여 미군의 방어선을 돌파했고, 그 과정에서 제7 항공 기병 연대의 공격과 항공 전력에 의해 괴멸당했다.
결국, 북베트남군의 전사자는 1519명(부상자는 상당수)에 도달했고, 미군도 약 1000명 중 305명이 전사하고 524명이 부상당했다. 미군은 이 전투에서 북베트남군을 물리치지 못했다.
이후 북베트남군은 물량을 능가하는 미군과 정면으로 충돌을 피하고 주로 게릴라전을 전술로 미군을 괴롭혔다.

## 같이 보기
- 위 워 솔저스